# Перди, Карлтон Элмер
Карлтон Элмер Перди (англ. Carlton Elmer Purdy, 16 марта 1861 — 8 августа 1945) — американский ботаник и коллекционер растений.

## Биография
Карлтон Элмер Перди родился в штате Мичиган 16 марта 1861 года.
Перди закончил подготовку педагогических кадров и некоторое время работал по этой профессии.
После того как Карлтон Элмер Перди переехал с родителями в Калифорнию, он основал в 1879 году в Юкайе собственный питомник и сделал его в последующих десятилетиях известным в кругах специалистов. Его научные интересы были сосредоточены на порядке Лилиецветные, семействе Ирисовые и родах Молодило и Очиток.
Карлтон Элмер Перди умер в городе Юкайа 8 августа 1945 года.

## Научная деятельность
Карлтон Элмер Перди специализировался на семенных растениях.

## Почести
Американский ботаник Алиса Иствуд (1859—1953) назвала в его честь виды Brodiaea purdyi, Fritillaria purdyi и Iris purdyi.